# تکوک گربه وحشی
موزه متروپولیتن نیویورک در مجموعه خود دارای یک تکوک از سده یکم پیش از میلاد است که در بخش پایانی به قسمت جلویی بدن یک گربه وحشی منتهی می‌شود. این ظرف به شاهنشاهی اشکانی نسبت داده شده است.

## شرح
این تکوک چند نشانه از هنر هلنیستی را به نمایش می‌گذارد، که در زمان فتح ایران توسط اسکندر مقدونی به ایران معرفی شدند. این نمادها شامل زنان رقاص، انگور و پلنگ می‌شوند. موزه هنر متروپولیتن این اثر را «نمونه‌ای خوب از تأثیر ماندگار فرهنگ هلنیستی» توصیف می‌کند.